# Legio III Augusta
Legio III Augusta (III Легіон Августа) — римський легіон.

## Історія
Сформований Гаєм Юлієм Цезарем під час боротьби за владу з Гнеєм Помпеєм Великим. Брав участь у битвах при Діррахіумі та Фарсалі. У 43 році до н. е. підтримав Октавіана у боротьбі за владу. У 43-42 роках до н. е. брав участь у війні Другого Тріумвірату, зокрема у битві при Філіппах проти Кассія та Брута.
Під час реорганізації імперської армії Октавіаном Августом легіону було збережено порядковий номер та ім'я. Август у 30 році до н. е. відправив легіон до м. Аммедра (в сучасному Тунісі), де він знаходився усе правління імператора. За часів Тиберія у 14-24 роках брав участь у придушенні повстання нумідійців на чолі із Такфарінатом. У 40 році придушував заворушення у Мавретанії після приєднання частини цього царства до Римської імперії.
У 68 році підтримав свого легата Клодія Макра у боротьбі за владу. Після поразки останнього присягнув імператору Гальбі. Коли у 69 році був проголошений імператором Веспасіан, легат Валерій Фест, родич Вітеллія, зовні зберігаючи вірність останньому, таємно перейшов на бік нового претендента. Як тільки він дізнався про поразку Вітеллія при Кремоні, він наказав вбити проконсула Африки Пізона, покарав легіонерів, яких підозрював у вірності Вітеллію, і повів свої війська проти племені гарамантів, що тривав до 71 року. За імператора Доміціана легіон у 84-85 роках на чолі із Суеллієм Флакком здійснив похід проти племені насамонів.
У 75 році розташовувався у м. Тевесте (сучасне м. Тебесса). Він залишив цей пункт при Траяні і у 100 році на чолі з Луцієм Мунацієм Галлом перемістився на захід в район Хеншела, де створив Колонію Марціану Траяну Тамугаді. У 115 році легіон брав участь у Парфянському поході. Після цього знаходився у Сирії, згодом придушував повстання євреїв.
Близько 123 року він влаштувався на західному краю Орес, у Ламбезіс (Нумідія). 30 червня-1 липня легіон відвідав імператор Адріан, що про знайдено відповідний напис. У 132—135 роках брав участь у придушенні третього повстання юдеїв на чолі з Симоном Бах-Кохбою. За імператора Антоніна Пія окремі підрозділи легіони перекинуто до Мавретанії, де вони займалися придушенням повстання місцевих племен.
У 162—166 роках окремі підрозділи легіони брали участь у Парфянській війні на чолі із імператором Луцієм Вером, у 175 році окремі когорти переміщено до Паннонії, що незабаром воювали проти германських племен маркоманів та квадів. У 193 році підтримав претендента на трон Септимія Севера. Згодом воював на боці останнього проти Песценнія Нігера. З нагоди цих подій він отримав титул Pia Vindex. У правління Септимія Севера, водночас з будівництвом в Ламбезісі та решті Африці величезних споруд громадського призначення, руїни яких існують і сьогодні, у 196—197 роках він послав окремий підрозділ легіону у похід проти Парфії.
У 216 році брав участь у поході імператора Каракалли проти Парфії. У 218 році підтримав Геліогабала у боротьбі за владу з Макріном. Під час повстання Гордіана I та Гордіана II проти імператора Максиміна Фракійця легіон залишився вірним останньому. У 238 році під головуванням свого легата Капілліана брав участь у перемозі над Гордіанами. Після поразки Максиміна та сходження на трон Гордіана III, легіон був розпущений та його ім'я було видалено з усіх пам'ятників, де воно було. Легіонери були переведені в легіони Германії. Вони були в числі військ, зібраних в Реції Валеріаном, який, щоб порушити в них завзяття, обіцяв повернення в колишній табір, якщо вони позбавлять Валеріана від його суперника Еміліана. Після загибелі останнього у 253 році легіон було відновлено та відправлено до табору у Ламбезісі. У 260 році за імператора Деція воював проти берберських племен, на честь римської перемоги того ж року у Ламбезісі споруджено пам'ятний знак.
Останні згадки про легіон відносяться до часів перебування у таборі біля підніжжя Орес (суасний східний Алжир) — у двох кам'яних пам'ятниках, споруджених на честь імператора Максиміана і цезаря Констанція. У 289—297 роках легіон діяв під особистим командуванням імператора Максиміана. Oе у 321 році легіон стояв у північній Африці. Остання згадка — початок V століття.